# ريع الكتب (موقع أثري)
ريع الكتب هو موقع أثري بوادي الكفو في جبال عفيف على بعد 38 كم جنوب شرق الليث من منطقة مكة المكرمة غرب المملكة العربية السعودية.

## الآثار
يتواجد بالموقع صخور بركانية نقش عليها بالخط الثمودي والذي يعود لعصر ما قبل الإسلام بالإضافة إلى نقوش بالخط الحجازي لما بعد الإسلام بالإضافة إلى رسوم لحيوانات مختلفة ومناظر صيد و أشكال نجمية خماسية وسداسية الزوايا.
تم تنفيذ النقوش والرسومات على الصخور بطريقة الحفر على الصخر وكان عدد النقوش كالتالي:
- 56 رسم أو شكل آدمي على ظهور الخيل ومعهم رماحهم.
- 1 نقش واحد لبقرة واحدة.
- 2 نقشان بالخط المدني.
- 52 نقش وعل
- 50 نقش للإبل.
- 2 نجمتان أحدهما سداسية والأخرى خماسية.
- 1 نقش واحد لحصان غير مركوب.
- عدد كبير من الاشكال الهندسية الأخرى الغير مميزة.[2]